# Charles de Beaumont (1361-1432)
Pour les articles homonymes, voir Charles de Beaumont et Beaumont.
Charles de Beaumont (nommé également Charlot, Carlos), né en 1361 et mort en 1432, est un membre de la noblesse du royaume de Navarre.

## Biographie
Il est l’ainé des enfants illégitimes de Louis de Navarre, comte de Beaumont, que celui-ci, alors célibataire et gouverneur du royaume en l’absence du roi Charles II, avait eu de sa relation avec une dame noble, Marie de Lizarazu.
En 1364 Louis quitte la Navarre pour la Normandie, puis pour le royaume de Naples où il devient par mariage duc de Durazzo. Il meurt en 1376 sans jamais avoir revu ses enfants.
Privé de son père, Charles de Beaumont est élevé avec les propres enfants du roi. Celui-ci, pris d’affection pour Charles, va assurer son avenir.
En 1379, Charles est nommé porte-étendard de l’armée navarraise, puis en 1381, seigneur d'Asiain et gouverneur de Saint-Jean-Pied-de-Port.
À la mort de Charles II en 1387, il assure la régence du royaume en attendant le retour du futur Charles III qui se trouvait alors à la cour de Castille.
Il est ensuite chargé de diverses démarches diplomatiques, tant qu’en France qu’en Angleterre.
En 1393 il obtient ainsi de Richard II la restitution de la place forte normande de Cherbourg. En récompense Charles III lui cède la seigneurie de Saint-Martin-de-Unx.
En 1403, la sœur de Charles III, Jeanne de Navarre, devient reine d’Angleterre par mariage. Il devient à son tour également « anglais » en épousant la Bordelaise Anne de Curton. Le roi Henri IV lui confère le gouvernement du château de Mauléon en Soule et le bailliage de Labourd.
En 1424 son fils ainé Louis de Beaumont épouse Jeanne de Navarre, fille naturelle du roi Charles III. Les époux entrent alors en possession du comté de Lerín créé pour l'occasion.
Charles de Beaumont meurt au palais royal d'Olite en 1432.
Par ses nombreux fils et petits-fils, Charles de Beaumont est la tige d’un clan nobiliaire navarrais, les Beaumontais, qui à partir de 1450 se distinguera par son hostilité à l’autorité royale, provoquant une guerre civile et favorisant l’interventionnisme castillan.

## Mariage et descendance
Charles de Beaumont épouse en premières noces Maria Jimenez de Urrea, de la noblesse aragonaise, dont il eut deux enfants :
- Charles de Beaumont, mort jeune en 1422 ;
- Jeanne de Beaumont, morte jeune en 1406.

Veuf, il épouse en secondes noces en 1407 Anne de Curton, héritière de nombreux domaines anglo-gascons, et dont il eut plusieurs enfants :
- Louis Ier de Beaumont, nommé par Charles III, comte de Lerín et connétable de Navarre ;
- Jean de Beaumont (nl), nommé prieur de l’Ordre de Saint-Jean de Jérusalem en Navarre ;
- Marguerite de Beaumont, épouse Charles d’Etchauz, vicomte de Baïgorry ;
- Blanche de Beaumont, épouse Gil Martinez de Urroz ;
- Catherine de Beaumont, épouse Jean d’Aragon, duc de Hijar ;
- Claire de Beaumont, épouse Jean II d’Ezpeleta, vicomte du Val d’Erro.

Charles de Beaumont eut en outre plusieurs enfants illégitimes :
- Tristan de Beaumont, religieux ;
- Charles de Beaumont, religieux ;
- Michel de Beaumont, religieux ;
- Guillaume de Beaumont, seigneur de Monteagudo par son mariage avec Yolande de Gramont ;
- Isabelle de Beaumont, épouse Jean de Amezqueta, seigneur de Saint-Pée.